# Breń Osuchowski
Breń Osuchowski – wieś w Polsce, położona w województwie podkarpackim, w powiecie mieleckim, w gminie Czermin.
Wieś wzmiankowana w 1465 r. Szkoła istnieje tu od 1853 r. W październiku 1932 r. we wsi Breń Osuchowski i Dąbrówka Osuchowska doszło do starć pomiędzy miejscową ludnością a policją. Zginął wówczas 17 letni Stanisław Borowiec z Brnia Osuchowskiego, a 42 osoby zostały ranne.
W latach 1954–1961 wieś należała i była siedzibą władz gromady Breń Osuchowski, po jej zniesieniu w gromadzie Czermin.

## Integralne części wsi
| SIMC    | Nazwa       | Rodzaj    |
| ------- | ----------- | --------- |
| 0647612 | Błonie      | część wsi |
| 0647629 | Budy        | część wsi |
| 0647635 | Kąty        | część wsi |
| 0647641 | Kmiecie     | część wsi |
| 0647658 | Mianinek    | część wsi |
| 0647664 | Podbrowarze | część wsi |
| 0647670 | Podmieście  | część wsi |
| 0647687 | Zadworze    | część wsi |
| 0647693 | Zagrody     | część wsi |
| 0647701 | Zarowie     | część wsi |
| 0647718 | Żdżega      | część wsi |

## Osoby związane z Brniem Osuchowskim
- Józef Misiak
- Stanisław Murdza